# 肯尼·罗林斯
肯尼思·赫尔曼·“肯尼”·罗林斯（英語：Kenneth Herman "Kenny" Rollins，1923年9月14日—2012年10月9日），美国职业篮球运动员。他代表美国国家队参加了1948年夏季奥运会男子篮球比赛，并获得金牌。

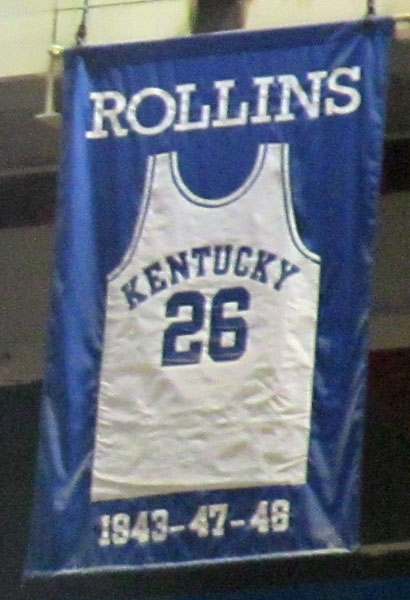
悬挂在鲁普球馆的罗林斯的球衣